# ドーテイオムニバスCD Vol.1
『ドーテイオムニバスCD Vol.1』は、共同自主制作によるオムニバス・アルバム。1996年に発売された。

## 解説
- このアルバムは、複数アーティストの共同自主制作による1000枚限定として定価2000円で販売されたCDアルバムである。大阪音楽大学短期大学部ポピュラー・ヴォーカル学科在学中のaikoが参加し、aikoのブレイク以降に有名になったアルバム。
- 収録曲のほとんどがバンド形式の楽曲に対して、aikoの曲は、ボーカル（コーラス含む）とピアノの伴奏のみで、とてもシンプルな作りとなっている。ピアノはジャズ学科の友人である本田英絵が担当した。このアルバムにおいて、aikoはアーティスト名が「AIKO」の表記となっている。aikoの曲は3曲目「MORE&MORE」、12曲目「AB型の二人」、18曲目「あの子へ」の3曲である。
- 参加メンバーのTECHNOBOYSはあとにTECHNOBOYS PULCRAFT GREEN-FUNDとして、楽曲提供やおそ松さんなどのTVアニメの音楽を手がけている。
- 本CD参加メンバーであるフリフリが参加したドーテイオムニバスCD Vol.2があとに発売された。

## エピソード
- 帯に「このCDをかってにテープに録って売ったりせんといて下さい（どうせ売れません）」と記載されていたが、aikoのブレイクによりプレミアム品となり、ヤフオクなどのオークションサイトにCD-Rに焼いたコピー品が出回ったこともあった。（本CDは海外プレスによるCD(CD-DA)[1]であり、CD-R仕様は存在しない。）
- 制作にあたって自費で1組250枚分約8万を負担し、aikoもケースに歌詞カード、CD盤などをつめる作業を行った。[1]
- 元くるりのドラム森信行は参加メンバーの上政（かみまさ）と知り合いであり、本CDを買ったという。[1]

## 参加メンバー
- 上政（かみまさ）
Vo.,G.きくち、G.やすだ、B.しらちゃん、Dr.そうた
- フリフリ
Vo.,G.ひろ、G.かず、B.あきひろ、Vo.まい、Key,Org.はな、Dr.のりやす
- AIKO（現：aiko）
Vo.AIKO、Pf.本田英絵
- 3
Vo.,G.くどう、G.わたなべ、B.やすだ、Dr.せりざわ
- GLASS DREAM
Vo.,G.TAKAHIRO、G.TOSHIKI、B.SHIN、Dr.MICHIAKI
- TECHNOBOYS（現：TECHNOBOYS PULCRAFT GREEN-FUND）
Bass,Synthsizer & Vocal フジムラトヲル、Percussion,Synthsizer & Vocal 松井洋平、Synthsizer Computer & Vocal 石川智久

## 収録曲
|    | 曲名 | アーティスト名 | 備考 |
| -- | --- | -------------- | --- |
| 01 | MY WONDERS | 上政           | |
| 02 | ただそれだけ 作詞：SATOMI S.                                                                                     | フリフリ       | |
| 03 | MORE&MORE 作詞・作曲：AIKO                                                                                       | AIKO           | ※メジャー5thシングル『桜の時』にカップリング曲として「more&more」（小文字）の曲名で、バンドによるリアレンジ・再録音したものが収録されている。 |
| 04 | PINK 4 SALE | 3              | |
| 05 | |                | |
| 06 | うみ 作詞：JOE NAKAZAWA                                                                                          | フリフリ       | |
| 07 | Dear My Grave Stine 作詞・作曲：TAKAHIRO                                                                         | GLASS DREAM    | |
| 08 | AMOEBA-SANATRIUM （AMOEBA）作詞・作曲：TOHRU FUJIMURA、（SANATRIUM）作詞：YOUHEI MATSUI／作曲：TOMOHISA ISHIKAWA | TECHNOBOYS     | |
| 09 | I WANT... 作詞：まい                                                                                             | フリフリ       | |
| 10 | ナビゲーター | 上政           | |
| 11 | So Fuckin What                                                                                                   | 3              | |
| 12 | AB型の二人 作詞・作曲：AIKO                                                                                      | AIKO           | ※このアルバムのみ収録。メジャーでは未発売曲となっている。                                                                                     |
| 13 | 666 | 上政           | |
| 14 | PARANOID | 3              | |
| 15 | Rain Fall Wind Blow 作詞：TAKAHIRO／作曲：KEISUKE T.、TAKAHIRO                                                   | GLASS DREAM    | |
| 16 | 集団 | 上政           | |
| 17 | Don't Smoke in front of Me                                                                                       | 3              | |
| 18 | あの子へ 作詞・作曲：AIKO                                                                                        | AIKO           | ※メジャー8thシングル『ロージー』にカップリング曲としてリアレンジ・再録音したものが収録されている。                                            |
| 19 | BREAK THROUGH | フリフリ       | |
|    | ボーナストラック                                                                                                 |                | ※隠しトラック |

※ 作詞、作曲の表記は歌詞カードに記載しているもののみ掲載。